# کمپر
کَمپِر شهری در غرب ایالت بروتاین فرانسه است. این شهر به خطوط راه‌آهن فرانسه متصل است.